# Myrica faya
Morella faya Aiton (sinónimo taxonómico de Myrica faya (Aiton) Wilbur), espécie conhecida pelos nomes comuns de faia-da-terra, faia-das-ilhas ou samouco, é uma pequena árvore de crescimento rápido do género botânico Morella da família Myricaceae. A espécie é nativa da região biogeográfica da Macaronésia (Açores, Madeira e Canárias), onde é parte importante das formações da laurissilva e dos urzais canários. À data do povoamento humano dos arquipélagos dos Açores e Madeira, esta espécie dominava os matos de baixa altitude, em especial os instalados sobre terrenos bem drenados, o que levou a que o topónimo faial seja hoje comum naquelas ilhas (veja-se ilha do Faial ou Faial da Terra, ou freguesia do Faial, na Madeira, por exemplo). Capaz de fixar azoto atmosférico por associação simbiótica com uma actinobactéria que se instala nas suas raízes, a espécie está naturalizada no sudoeste da Península Ibérica, com destaque para o litoral português (onde é conhecida por samouco), e é invasiva no Hawai, na Austrália e na Nova Zelândia.

## Descrição
M. faya é um grande arbusto ou pequena árvore, perenifólia de até 10 m de altura, mas podendo atingir os 16–18 m em terrenos férteis e abrigados. A ramificação irregular, com troncos curtos e fortemente contorcidos e recobertos por um ritidoma muito rugoso de cor acinzentada. A espécie é sub-dioica, com as plantas masculinas e femininas a exibirem algumas flores do sexo oposto.
As folhas são de cor verde-escuro, alternas, simples, persistentes, oblanceoladas, mais ou menos pontiagudas, de 4x1 até 10x3 cm, glabras e coriáceas, com algumas poucas glândulas visíveis a olho nu, de margem inteira a ligeiramente dentada e um ápice pouco aguçado.
O período de floração vai de Março a Abril, por vezes prolongando-se pelos meses de Maio e Junho em áreas de maior altitude. As flores são abundantes e surgem em amentilhos ramificados instalados entre a folhagem do ano. As flores masculinas são amarelo-esverdeado, com 4 estames cada, chegando a dar um aspecto amarelado aos ramos devido à abundância de pólen. As flores femininas são rosadas, com 2 bractéolas, menos visíveis por se instalarem sob as folhas, mas instaladas sobre pecíolos mais longos, em geral agrupados em trios.
O fruto é uma drupa carnuda papilosa, moriforme, mais ou menos globosa, com 4–8 mm de diâmetro, irregularmente lobado, geralmente sincárpico com 2 a 5 sementes, raramente simples, sendo verde quando jovem, tornando-se vermelho a preto na maturação. Os frutos são doces, comestíveis, com sabor ligeiramente adstringente, sendo fortemente corantes, deixando na pele e mucosas um tom azulado. Uma planta adulta pode produzir até 20 000 sementes por ano. Os frutos são alimento de várias espécies de aves, as quais dispersam as sementes, dando à espécie uma dispersão essencialmente zoocórica, predominando a instalação sob árvores onde as aves pousem.
A madeira desta árvore é de cor alaranjada a avermelhada, compacta, de grão fino e relativamente dura. Foi utilizada em marcenaria, especialmente em trabalhos de torneiro e para o fabrico de pequenos utensílios domésticos, e para lenha. Os caules eram usados como estacas. A casca foi utilizada na indústria de curtumes.
Apesar do fruto ser comestível, não é apreciado dada a sua adstringência e por deixar a língua áspera. Ainda assim foi utilizado como corante alimentar. Há notícia da sua utilização pela comunidade havaiana de ascendência açoriana para a confecção de um vinho. Os frutos foram usados como remédio adstringente para o catarro.
A espécie foi cultivada na Macaronésia para formação de abrigos em cortina para proteção contra o vento de laranjais e vinhedos, tendo declinado com a introdução de espécies de crescimento mais rápido, nomeadamente o incenseiro (também conhecido, por analogia, como faia-do-norte). Nas Canárias foi utilizada como cama para gados, produzindo um estrume de boa qualidade.

## Ocorrência
A espécie é nativa dos arquipélagos da Madeira, Canárias e Açores, ocorrendo, com estatuto incerto, no sudoeste da Península Ibérica, em particular em matos litorais. Esta espécie foi introduzida no Hawai (onde é altamente invasora), na Austrália, na Nova Zelândia e nas ilhas Chatham.
A faia-da-terra dominou as florestas costeiras dos Açores e Madeira, como membro frequente da comunidade de Festuca petraea e dos matos de laurissilva, mas subindo até 500 m e ocasionalmente, acima dos 700 m de altitude (na ilha do Pico sobe a 1 000 m, tomando aí a forma de pequeno arbusto). Atualmente, a M. faya está ameaçada nos Açores pela invasão do seu habitat por Pittosporum undulatum, processo facilmente observável nas escarpadas costeiras, pois a folhagem verde-claro do incenseiro contrasta fortemente com o verde-escuro da faia-da-terra. Em mantos de lava, abaixo dos 500 m, a faia foi praticamente expulsa e substituída pelo incenseiro e as poucas populações de faia, que ainda subsistem ao longo da costa, necessitam de proteção).
Nas Canárias dominava as formações de média altitude formando o faial-urzal (em castelhano faya-brezal), bosques monótonos e uniformes localmente conhecidos por monteverde. Aquela formação ocorre numa estreita faixa altitudinal na zona compreendida entre a laurissilva e a sua transição para os pinhais, nas cotas de 1100 a 1500 acima do nível médio do mar, em particular nas vertentes norte das ilhas. Ocorre também em altitudes mais baixas em habitats com solos muito pobres ou como comunidade pioneira sobre escoadas lávicas recentes, e como formação secundária em áreas de laurissilva sujeitas a cortes repetidos. Como a faia-da-terra é mais exigente em humidade que a urze, nos bosques mistos de pinheiros com monteverde, quando se sobe em altitude, a faia desaparece antes da urze.
Em todos os arquipélagos onde ocorre, a faia-da-terra aparece em habitats bastante expostos, em penhascos da costa ou mantos de lava, colonizando desfiladeiros secos, em cascalho grosseiro ou areia das costas. Esta capacidade de instalação em solos pobres deriva em grande parte da capacidade de fixação de azoto atmosférico que a planta possui por associação com uma actinobactéria do género Frankia que forma nódulos nas suas raizes. Fixando azoto, a planta modifica rapidamente a fertilidade dos solos, permitindo a instalação de outras espécies e a acumulação de biomassa no solo, sendo assim um poderosa aliada das espécies pioneiras que se instalam sobre as escoadas lávicas recentes. Observação de comunidades pioneiras no Hawaii assinalam um aumento de 400% no teor em compostos de azoto nos solos sob coberto de M. faya.
A população do sudoeste da Península Ibérica, centrada na costa do Alentejo, apesar de alguns autores a considerarem nativa, provavelmente é o resultado de uma naturalização antiga a partir de plantas introduzidas a partir dos Açores ou Madeira.
Nas ilhas do Hawaii a faia-da-terra, localmente chamada faia tree ou fire tree, foi introduzida em finais do século XIX por imigrantes açorianos ou madeirenses, sendo hoje uma planta invasora de elevado risco, ocupando o habitat de espécies nativas como a Metrosideros polymorpha, com um impacte profundo no ciclo do azoto. A planta está presente em 5 das 6 ilhas daquele arquipélago, sendo dominante numa área que se estima (1977) em 34 365 hectares, dos quais 12 200 no Hawaii Volcanoes National Park (HAVO). Apesar de ter sido iniciado em 1961 um programa de irradicação, a espécie continua a expandir o seu território.
A expansão no Hawaii, e o risco que existe na Austrália, Nova Zelândia e nas ilhas do Pacífico, levou o Invasive Species Specialist Group (ISSG) a incluir a M. faya entre as 100 espécies invasoras mais perigosas. Uma avaliação de risco conduzida no âmbito do programa Pacific Island Ecosystems at Risk (PIER) atribuiu uma notação de 8 numa escala de 10 de avaliação do potencial invasivo das espécies, tendo com referência o arquipélago havaiano.